# トルコ軍によるシリア侵攻 (シリア内戦)
トルコ軍によるシリア侵攻では、シリア北西部で展開されたトルコ軍とシリアの反体制派による軍事作戦について記述する。

## 概要
2011年以降シリア内戦下のシリアでは、政府の支配が及ばない地域が各地に展開していた。2016年以降、トルコは以下の3度越境攻撃を行い、ISとロジャヴァの支配下にあったシリア・アレッポ県北部を事実上占領している。
- ユーフラテスの盾作戦（2016年8月 - 2017年3月） - 対IS
- オリーブの枝作戦（2018年1月 - 3月） - 対ロジャヴァ
- 平和の泉作戦（2019年10月 - 継続中） - 対ロジャヴァ

いずれもシリア反体制派と共に侵攻している。またシリア政府軍とは正面衝突を避けている。
トルコ占領地では、学校・病院が整備され、シリア難民や国内避難民などが移住した。治安は悪く、反体制派同士で略奪品の分配をめぐって交戦も行われている。

## 背景

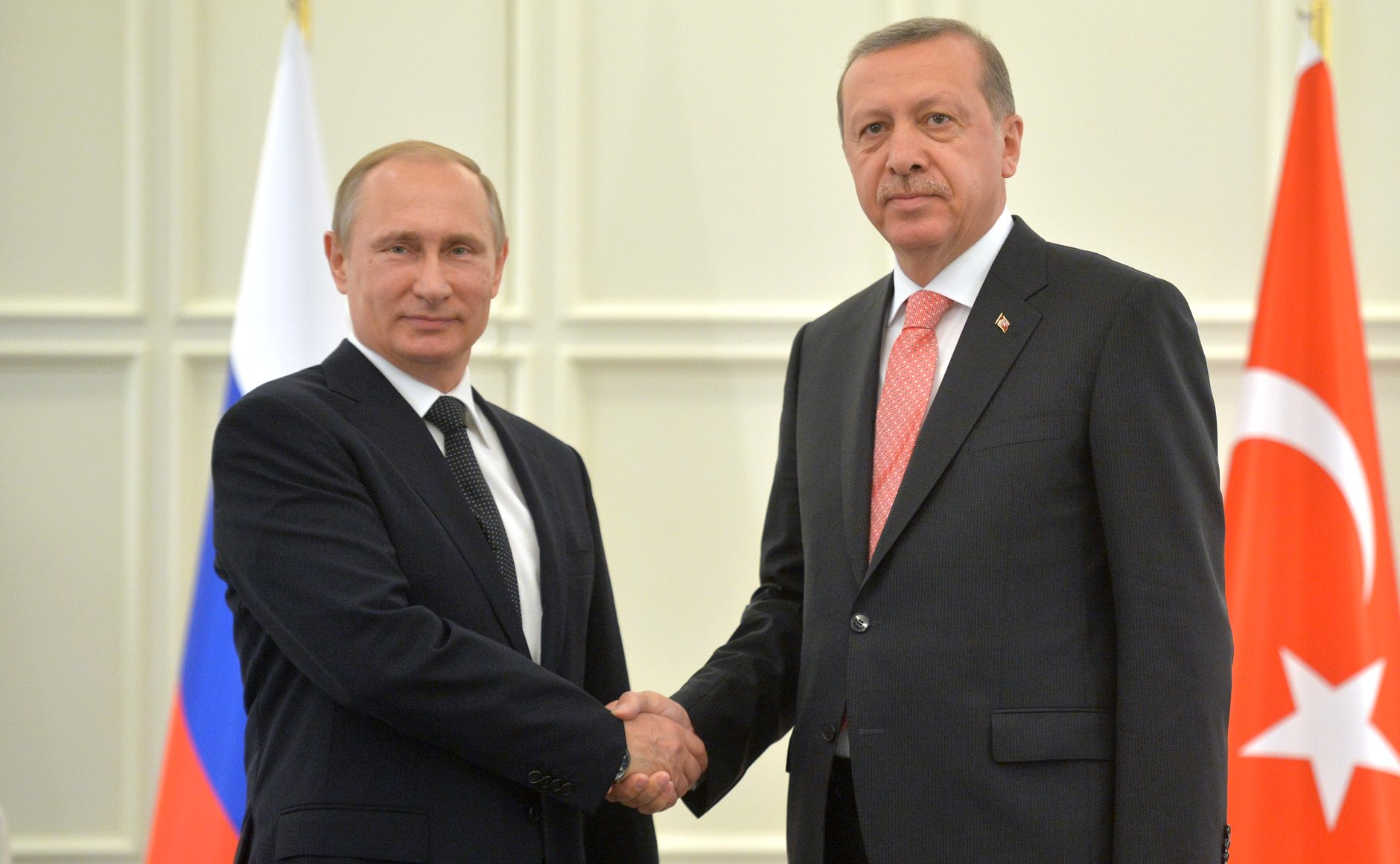
プーチンとエルドアン

シリア内戦が起きると欧米やトルコはバッシャール・アル＝アサドを大統領から退陣させるために、自由シリア軍（FSA）などの反政府勢力を立ち上げた。しかし、FSAは組織的な戦闘能力を持たず、アサドを倒すことはできなかった。やがてISが台頭し、欧米の主敵となるとアメリカは過去の経験から地上部隊の投入を避け、シリア・クルド民主統一党(PYD)の軍事部門・クルド人民防衛隊（YPG）、イラク・クルド人部隊のペシュメルガを支援し、間接的にIS掃討を進めた。
しかし、トルコ政府にとってはISは数ある敵のひとつに過ぎず、むしろ国内のクルド人問題に飛び火しかねないとみてPYDを警戒していた。PYDはトルコの反体制派クルド労働者党（PKK）と繋がりが深く、PYDの支配するアフリーン・コバニ・ジャズィーラの3地域がそれぞれトルコ領クルド人居住区と地理的に隣接していたためである。
2015年のコバニ包囲戦でISを撃退したYPGは、三つの飛び地を回廊開削によって結合し、領域的一体性を獲得して、シリア北辺におけるクルド「自治政府」または「独立国家」の樹立を目指した。そのために連携関係にある他の民兵集団を糾合してシリア民主軍（SDF）なる兵団を結成し、クルド色を抑えてトルコの警戒心を押さえようとした。一方トルコの大統領エルドアンは、国内で深刻な社会不安を引き起こしているシリア難民を国境近隣のIS支配地に定住させ、「人間の盾」を創り上げてクルド勢力の回廊開削を阻止する構想を立てていた。しかし、PYDの後ろ盾であるアメリカ、アサド政権を支援するロシアが共にこの構想に反対しており、トルコはシリアに手を出せないでいた。
それどころか、ロシアはシリアの非クルド系の反体制派に激しい空爆を加え（ロシア連邦航空宇宙軍によるシリア空爆）、アレッポなどのFSAや反体制派の兵站補給を担っていたトルコ系のトルクメン人武装勢力を壊滅させた。これを傍観せざるを得ないトルコ側は憤懣と苛立ちを募らせ、2015年11月のロシア軍爆撃機撃墜事件に繋がる。
この事件を契機として、トルコ-ロシア関係は劇的に悪化し、ロシアはトルコに様々な圧力をかけ、トルコと敵対するPYDを支援した。ロシアの後押しを受けたYPGは、2015年末にコバニ-ジャズィーラ間のISを掃討し、飛び地を解消。また、クルド勢力のモスクワ代表部も開設され、威信を高めたPYDは西クルディスタン自治政府「ロジャヴァ」の樹立とシリアの連邦制移行を一方的に宣言。2016年6月にはにはコバニ-アフリン間のIS掃討のためにマンビジへと侵攻する。トルコ政府はロシアとロジャヴァ、そして国内のPKKから同時に圧力を受ける状況に追い込まれ、エルドアンはロシア連邦大統領ウラジーミル・プーチンに謝罪し、対ロ関係の修復を試みた。こうした政治的文脈の中で、エルドアン政権転覆を狙った2016年トルコクーデター未遂事件が起きる。エルドアンはこれを機に軍・行政機関を粛清し、敵対するギュレン運動の関係者を追放したことで、エルドアンの支配体制はかえって磐石のものとなった
アメリカはクーデターの際には明確なエルドアン支持を打ち出さず、クーデターの黒幕とされた在米トルコ人であるフェトフッラー・ギュレンの引き渡しを拒んだ。また、これによってアメリカがクーデターを仕組んだとする陰謀論がトルコ人の間に広がり、対米感情が悪化した。これによってエルドアンがNATOの盟主であるアメリカの意に反しやすい環境が整った。
対米感情の悪化と平行して、ロシア軍機撃墜はアメリカが仕組んだとする見方も広がり、ロシアが明確なエルドアン支持を打ち出したこともあって、かつてないほどトルコ国民の対ロ感情が改善した。こうした中で、8月9日にエルドアンがサンクトペテルブルクを訪問してプーチンと首脳会談を行い、全面的な制裁の解除が実現する。そして、ここでIS・ロジャヴァを排除するための軍事介入の承認を取り付けたと見られている。

## ユーフラテスの盾

2017年3月のアレッポ県情勢

2016年8月24日、トルコ第二軍（南方戦域担当）隷下の第五機甲旅団所属の戦車・装甲車を核とした一個大隊規模の部隊と親トルコのシリア反体制派武装勢力「ユーフラテスの盾作戦司令室」が、空軍機・砲兵の援護を受けつつシリアへ侵攻した。
ユーフラテスの盾作戦司令室に参加した反体制は勢力は次のとおりである。
- ハムザ師団
- シャーム軍団
- スルターン・ムラード師団
- シャーム自由人イスラム運動
- ヌールッディーン・ザンギー運動
- タフリール軍
- 山地の鷹旅団
- シャーム戦線（ムスリム同胞団系）

25日には目標だったジャラーブルスをほぼ制圧した。アメリカ軍の積極的な支援も受けたトルコ軍は部隊を増派し、ロジャヴァ支配下のマンビジに圧力を強めながらも西へ攻勢をかけた。9月初にはジャラーブルス＝アルラーイの国境沿線からISILを完全に駆逐した。
10月にはチョバンベイから第二陣が入り、ISの要地ダービクを奪還した。
マンビジではIS残党を掃討しつつ、SDFとトルコ軍の衝突が頻発した。2017年2月、トルコ軍と反体制派はISの拠点アル＝バーブの制圧を発表した。
2017年3月初旬、トルコ外相メヴルット・チャヴシュオールはロジャヴァがマンビジから撤退しなければトルコは彼らの支配地に進攻すると発言した。その後、ロジャヴァを支援していたロシア軍は、PYDがマンビジから撤退し、アサド政権軍が同地域の占領を引き継ぐと発表した。しかし、3月7日にトルコのアンタルヤで行われたアメリカ統合参謀本部議長ジョセフ・ダンフォード、ロシア連邦軍参謀総長ワレリー・ゲレシモフ、トルコ統合参謀総長フルシ・アカルによる3者会談で、ISが支配するラッカへの軍事作戦はトルコ軍とシリア反体制ではなく、SDF中心に展開することが発表決定され、トルコ軍のシリアへの介入継続の道は事実上絶たれた。
3月31日、トルコ軍参謀本部のウェブサイトで218日間に及んだユーフラテスの盾作戦の終了が発表された。同作戦でトルコ軍兵士は60名以上が死亡した。一方で、アルジャジーラ・トルコの報道によると、トルコ軍との戦闘でIS兵士3060名の、PYD兵士462名が戦闘不能の状態となった。
ISを駆逐したトルコ支配下のジェラーブルスでは、病院・学校が再整備され、大勢の在トルコ・シリア難民が帰還した

### 反応
この日にトルコを訪問していたアメリカ合衆国副大統領ジョー・バイデンは、「YPGはユーフラテス東岸まで下がらなければならない。さもなくば、YPGに対する米国の支援はなくなる」と述べ、明確なトルコ支持を打ち出した。
シリア外務省は「米軍主導の有志連合による空爆の支援を受けながら、トルコ軍の戦車と軍用車がジャラブルスへ向かってトルコとシリアの国境を越えたことを非難するとともに、シリアの主権に対する甚だしい侵害とみなす」と述べ、「この侵略の終結を求める」。「ISを追放してトルコの支援するテロ集団に置き換えることは、テロとの戦いとは言えない」と非難した。

## オリーブの枝

オリーブの枝作戦の展開

トルコがユーフラテスの盾作戦で確保した「安全地帯」は、ロジャヴァによって東西から挟まれ、その存続は不安定だった。ロジャヴァは支配地の既成事実化を図り、恒久的自治政体「北シリア民主連邦」の創設を目指して、2018年1月に民主諸人民大会（議会）選挙を行う予定だった。 
2018年1月半ば、アメリカはIS復活を抑えるためにシリア民主軍（SDF）戦闘員を主体とする「国境治安部隊」を創設し、ロジャヴァ支配地の周辺部に配置しようとした。エルドアンは「米国は国境地帯にテロ部隊を創設することを承認した。我々が行うべき任務は、この部隊を生き埋めにすることだ」と発言し、アメリカを牽制した。アメリカ合衆国国務長官レックス・ティラーソンは新部隊創設を否定、「米国はアフリーンのクルド人部隊を支援しない」、「アフリーンに特別な関心はない」と語り、トルコに言質を与えた
事態が緊迫化するなか、トルコの参謀総長フルシ・アカルと国家諜報機構長官ハカン・フィダンがモスクワを訪問、ロシア国防大臣セルゲイ・ショイグらと会談。軍事作戦をめぐり協議が行われた。また、このときロシアが作戦を黙認する見返りに、シリア政府が反体制派支配地の一部を占領することが合意されたと見られている
2018年1月20日、トルコ軍は更なる軍事作戦、「オリーブの枝」を展開した。攻撃対象はシリア北西部アフリーンにいるYPGと「ISIL」であるとされ、トルコ軍による空爆とFSAによる進軍が行われた。ロシア外務省は懸念を表明し、自制を呼び掛ける一方で、兵士の安全を確保するため、アフリーンから軍を撤退させていると明らかにした。アメリカ合衆国国務長官レックス・ティラーソンは「テロ組織から国民を防衛するというトルコの合法的な権利を完全に理解し、評価している」と述べ、イギリスの首相テリーザ・メイも作戦を「国境治安に関わる正当な」行為として理解を示した。トルコでは、「テロ組織PKK、KCK、PYD、YPG、DEASHのテロリストを無力状態にし、友好と兄弟愛の地域であるアフリンの住民をこれらのテロリストの圧力や残虐行為から救うべく開始された」オリーブの枝作戦の成功を願い、全土にある9万のモスクで祈りが捧げられたと報道された。
トルコ軍は航空部隊と地上部隊、さらにトルコ領内で訓練を受けた反体制派約2万5000人シリア領域に進軍させた。 「ノールス研究センター」によると、オリーブの枝作戦に参加した反体制武装集団は次のとおり。
- 第1軍団：サマルカンド旅団、北部旅団、ムウタスィム・ビッラー旅団、末裔軍、東部自由人、征服者ムハンマド旅団
- 第2軍団：スルターン・ウスマーン旅団、特殊任務軍団、覚醒師団、スルターン・ムラード師団、ハムザ師団、ジャズィーラ革命家、第5連帯、第23師団、ムウタスィム旅団
- 第3軍団：北部師団、ムスタファー連帯、イスラム軍、「（命じられるまま）正しく進め」連合、シャーム戦線、第51旅団、シャームの鷹、シャーム自由人イスラム運動
- 第4軍団：第9師団、精鋭（エリート）軍、シャーム軍団、スルターン・スライマーン旅団、北部の鷹旅団

2月4日にはイドリブ県南部で政府軍に対する作戦を展開していた反体制派のシャーム軍団、ヌールッディーン・ザンキー運動が、オリーブの枝に参加することが報道された。
ロジャヴァはアフリーン郡に部隊を集め、デリゾール県での対IS掃討戦も中止、トルコ侵攻が「テロとの戦い」に支障を与えると訴えたが、アメリカは不関与を貫いた
SDFはトルコ軍の圧倒的な軍事力を前になす術はなかった。オリーブの枝作戦に対して、ロシア・イランは批判的な姿勢を示し、シリア政府も侵攻してきたトルコ軍機を撃破すると主張していたが、実効的な対応をとることはしなかった。その代わりシリア政府はロジャヴァにアフリーン郡支配権の譲渡を要求し、それによってトルコの侵攻を食い止めようとした。ロジャヴァはアフリーン郡支配権を維持したまま、シリア政府軍部隊の進駐のみを認めてトルコ軍の侵攻を食い止めようとした。それを受けて、シリア政府系民兵「人民部隊」がアフリーンやジャンディールス村などに派遣された。しかしトルコ側は、アフリーンに向け進軍するシリア政府系民兵に対し「警告砲撃」を行い、同部隊を10キロほど後退させたと主張した。政府系民兵の多くはアレッポ北部のシーア派アラブ人が多数を占めるヌブル村とザハラ村の出身者だった。この地域は2012年から約4年間、シーア派を敵視するFSAによって包囲され、住民数百人が殺されていたため、トルコ軍と共に行動する反体制派への警戒心が強かった。これに対してトルコ軍は精鋭部隊1200人と投入して対抗した。
2月22日にはロジャヴァが最大都市アレッポに持っていたシャイフ・マクスード地区をシリア政府に委譲した。
3月、「人民部隊」の拠点がトルコ軍の爆撃を受け、36人が死亡すると、シリア政府はオリーブの枝作戦に抗うのを止めた。3月にはアフリーンが包囲され、20万もの市民がアフリーンから避難したと報道された。その大部分はシリア政府支配地に避難したと見られる。トルコ軍がアフリーンに迫ったことから、ロジャヴァはタッル・リフアトなど複数の町をシリア政府に譲渡した。
18日、エルドアンはFSAが「アフリン中心部を完全に制圧した」と宣言した。同市を占領したFSAは品物・ヤギ・ハトにいたるまで、あらゆるものを略奪したと報道された。これに対しトルコ政府は一部の集団が司令官からの命令に従っていない可能性があると弁明した。
戦闘終結後、エルドアンはFSA戦闘員302人が死亡、「テロリスト」（主にYPG兵士）3747人を殲滅したことを明らかにし、ロジャヴァが引き続き支配するタル・アブヤドとマンビジへの侵攻を予告した。
アフリーン侵攻により、それまでトルコが持っていたソフトパワーは大きく減退したとされる。また、エルドアンが度々過去のオスマン帝国に対する郷愁の念を口にしてきたことから、シリア政権やロジャヴァはトルコ軍を「オスマンの侵略者」と非難した。
この作戦によってシリア政府はアフリーン郡の主権回復が困難になったが、一方でトルコと取引し、反体制派支配地の奪還に黙認を取り付けた。そして反体制派からアブー・ズフール航空基地やイドリブ県南東部・アレッポ県南西部・ハマー県北東部の町村300を占領した。また、アレッポ市シャイフ・マクスード地区やタッル・リフアト市一帯（ロジャヴァはシャフバー地区と呼んだ）の支配権をロジャヴァから譲り受けた。シャフバー地区は12イマーム派（シーア派）宗徒が暮らすヌッブル市、ザフラー町に近く、シーア派国家イランにとっても両市町を守るためにシャフバー地区をシリア政府が支配する事は好都合であった。

## 監視所の設置
トルコ軍はシリア政府軍とイドリブ一帯の反体制派の停戦を監視するとして、シリア領内の反体制派支配地に12の監視所を設置した。監視所が設置されたのは以下のとおり。
- イドリブ県 - イシュタブリク山、スルマーン村、タッル・トゥーカーン村
- アレッポ県 - アレッポ市ラーシディーン地区、サルワ村、スィムアーン山、アキール山、アンダーン山、アイス村
- ハマー県 - ムーリク市、ザイトゥーナ村、シヤール・マガール地区

このうちムーリクに置かれた観測所は2019年8月にシリア政府軍によって包囲された。

## 平和の泉
トルコは新たにシリア領ロジャヴァ支配地の国境地帯を東西約600km、南北30～40kmに渡って占領し、10の拠点都市、140の集落、医療施設・スポーツ施設・学校を整備した「安全地帯」を設置する構想を発表した。そこに在トルコ・シリア難民100万～200万人を「帰還」させる計画であるという。「安全地帯」にはコバニ、タル・アブヤド、ラース・アル＝アイン、カーミシュリー、マリキヤなどの都市が含まれており、実現すれば大勢の現地人が新たに難民化すると思われる。トルコ政府はシリアの統一性や主権を尊重すると主張しているが、実行されればこれらに著しく反すると見る見方もある。
2019年10月9日、トルコ軍はユーフラテス川東岸地域のロジャヴァに対して「平和の泉」と称する軍事作戦を展開した。カーミシュリー、ラース・アル＝アイン、タル・アブヤドなどに対して攻撃が行われ、前線は120kmにも及んだ。

## トルコ軍によるシリア占領地の状況
ユーフラテスの盾とオリーブの枝によってトルコはアフリーン郡からユーフラテス川西岸にいたる全長約200キロにわたる国境地帯を占領した。そこで大学や病院などを建設し、生活・社会インフラを整備する一方、トルコ・リラを流通させることで支配を強めた。軍事・治安活動を反体制派に任せて緩衝地帯とする一方、350万人以上いるとされるシリア難民の一部を帰還させた。通信電話インフラはトルコの通信電話会社が整備したが、住民の間では回線の悪用が横行した。そこで2019年4月、通信会社はトルコが発行する身分証明書によって再設定しなければ回線を停止すると発表した。住民の大半はトルコ発行の身分証を持っておらず、事実上通信手段を失うという。
トルコの実効支配を支える反体制派は、内部対立や犯罪行為を繰り返した。バーブ市、アアザーズ市、ジャンディール村では、勢力争いや略奪品の分配をめぐって東部自由人連合、シャーム自由人イスラム運動、スルターン・ムラード師団、山地の鷹旅団、東部軍、北部戦線、ファールーク大隊、シャーム戦線、ハムザート旅団、イスラーム軍、東部殉教者連合、スライマーン・シャー師団、地元部族の民兵が衝突。さらに強盗・拉致・殺人・身代金要求・略奪が横行した。 治安維持のためにトルコ軍特殊部隊がアフリーン市とバーブ市に展開し、犯罪者・指名手配者の摘発を敢行したが、一部の武装集団は反抗した。
アフリーン郡の住民たちは家や農地を奪われ、代わりにシリア反体制派やその支持者たちに分け与えられた。わずかに老人など元いた住民も残っているが、トルコの盗聴を恐れて連絡もままならないという。ロジャヴァ系の「オリーブの怒り」作戦司令室やアフリーン抵抗軍団が、反体制派・トルコ軍に対する攻撃を繰り返した。